# Boys Like Girls (musikalbum)
Boys Like Girls är det självbetitlade debutalbumet från amerikanska alternativ rock-bandet Boys Like Girls. Det släpptes den 22 augusti 2006 på Columbia Records/Red Ink. Förstasingeln från skivan var "Hero/Heroine" som följdes av "The Great Escape", sen ett nysläpp av "Hero/Heroine" och till sist "Thunder".
Den 13 december 2007 hade albumet sålts i 353 378 exemplar. I augusti 2008 hade skivan sålt över 580 000 exemplar och således fått certifieringen "Guld" av RIAA i USA.

## Låtlista
1. "The Great Escape" (Martin Johnson, Sam Hollander, Dave Katz) - 3:28
2. "Five Minutes to Midnight" (Johnson, Hollander, Katz) – 3:47
3. "Hero/Heroine" (Johnson) – 3:52
4. "On Top of the World" (Johnson) – 3:36
5. "Thunder" (Johnson, Paul DiGiovanni) – 3:56
6. "Me, You and My Medication" (Johnson, Bleu) – 4:28
7. "Up Against the Wall" (Johnson, Hollander, Katz) – 3:39
8. "Dance Hall Drug" (Johnson) – 3:29
9. "Learning to Fall" (Johnson, Hollander, Katz) – 3:04
10. "Heels Over Head" (Johnson) – 3:08
11. "Broken Man" (Johnson) – 3:31
12. "Holiday" (Johnson) – 5:08

På albumets nysläpp fanns det även med en akustisk version av "Hero/Heroine", radioversion av "Thunder" och en cover på Frou Frous låt "Let Go" plus live-videor och ett fotogalleri som en utökad del av skivan.